# Cyrtodesmus
Cyrtodesmus är ett släkte av mångfotingar. Cyrtodesmus ingår i familjen Cyrtodesmidae.

## Dottertaxa tillCyrtodesmus, i alfabetisk ordning[1]
- Cyrtodesmus archimedes
- Cyrtodesmus asper
- Cyrtodesmus bicarinatus
- Cyrtodesmus bicolor
- Cyrtodesmus bifurcus
- Cyrtodesmus confluentus
- Cyrtodesmus coronatus
- Cyrtodesmus crassisetis
- Cyrtodesmus dentatus
- Cyrtodesmus depilis
- Cyrtodesmus depressus
- Cyrtodesmus festae
- Cyrtodesmus hispidulosus
- Cyrtodesmus humerosus
- Cyrtodesmus laciniatus
- Cyrtodesmus laticaudatus
- Cyrtodesmus lobatus
- Cyrtodesmus lyrapes
- Cyrtodesmus macrosetosus
- Cyrtodesmus mundus
- Cyrtodesmus niger
- Cyrtodesmus ocreatus
- Cyrtodesmus palliatus
- Cyrtodesmus promaculatus
- Cyrtodesmus pustuliferus
- Cyrtodesmus quadridens
- Cyrtodesmus ramosus
- Cyrtodesmus tomentosus
- Cyrtodesmus weyrauchi
- Cyrtodesmus yamaquizu